# ابگوندا
ابگوندا (به اسپانیایی: Abegondo) یک شهرستان در اسپانیا است.